# Robert Giffen

Economic inquiries and studies, 1904

Robert Giffen (Strathaven, Lanarkshire, Escòcia, 1837- 1910) fou un estadístic i economista britànic. Una de les seves principals aportacions a l'economia ha quedat en la denominació dels béns Giffen, nom donat per Alfred Marshall, quan el 1846 estudià el comportament de les patates i en suggerí que tenien el pendent de demanda positiva. A Irlanda, com a conseqüència d'una mala collita, les famílies van experimentar fam i carestia, resultant que les patates eren part fonamental de la dieta alimentària. A causa de l'escassetat, el preu de les patates, que eren un bé inferior, va experimentar un augment espectacular, i com a conseqüència, el poder adquisitiu va disminuir i la poca carn que s'adquiria per les famílies va deixar de ser consumida per a col·locar els escassos recursos en la compra de patates, precisament el bé el preu del qual havia augmentat.
El 1882-1884 fou president de la Royal Statistics Society i més tard fou ennoblit. Fins a la seva mort continuà publicant treballs sobre finances i taxació.

## Obres
- Essays on Finance (1879 i 1884),
- The Progress of the Working Classes in the Last Half Century (1884)
- Growth of Capital (1889)
- The Case against Bimetallism (1892)
- Economic Inquiries and Studies (1904).